# Hypobathrum coniocarpum
Hypobathrum coniocarpum är en måreväxtart som först beskrevs av Pieter Willem Korthals, och fick sitt nu gällande namn av Mulyan. och Colin Ernest Ridsdale. Hypobathrum coniocarpum ingår i släktet Hypobathrum och familjen måreväxter. Inga underarter finns listade i Catalogue of Life.